# Bob et Carole et Ted et Alice
Pour les articles homonymes, voir Alice.
Pour plus de détails, voir Fiche technique et Distribution.
Bob et Carole et Ted et Alice (Bob & Carol & Ted & Alice) est un film américain réalisé par Paul Mazursky, sorti en 1969.

## Synopsis
Un couple, Bob et Carol, après avoir passé un week-end dans une clinique spécialisée pour revigorer leur sexualité, est déterminé à mettre en pratique les principes d'amour libre et d'ouverture qu'ils ont appris. Leurs amis Ted et Alice hésitent entre refus et curiosité.

## Fiche technique

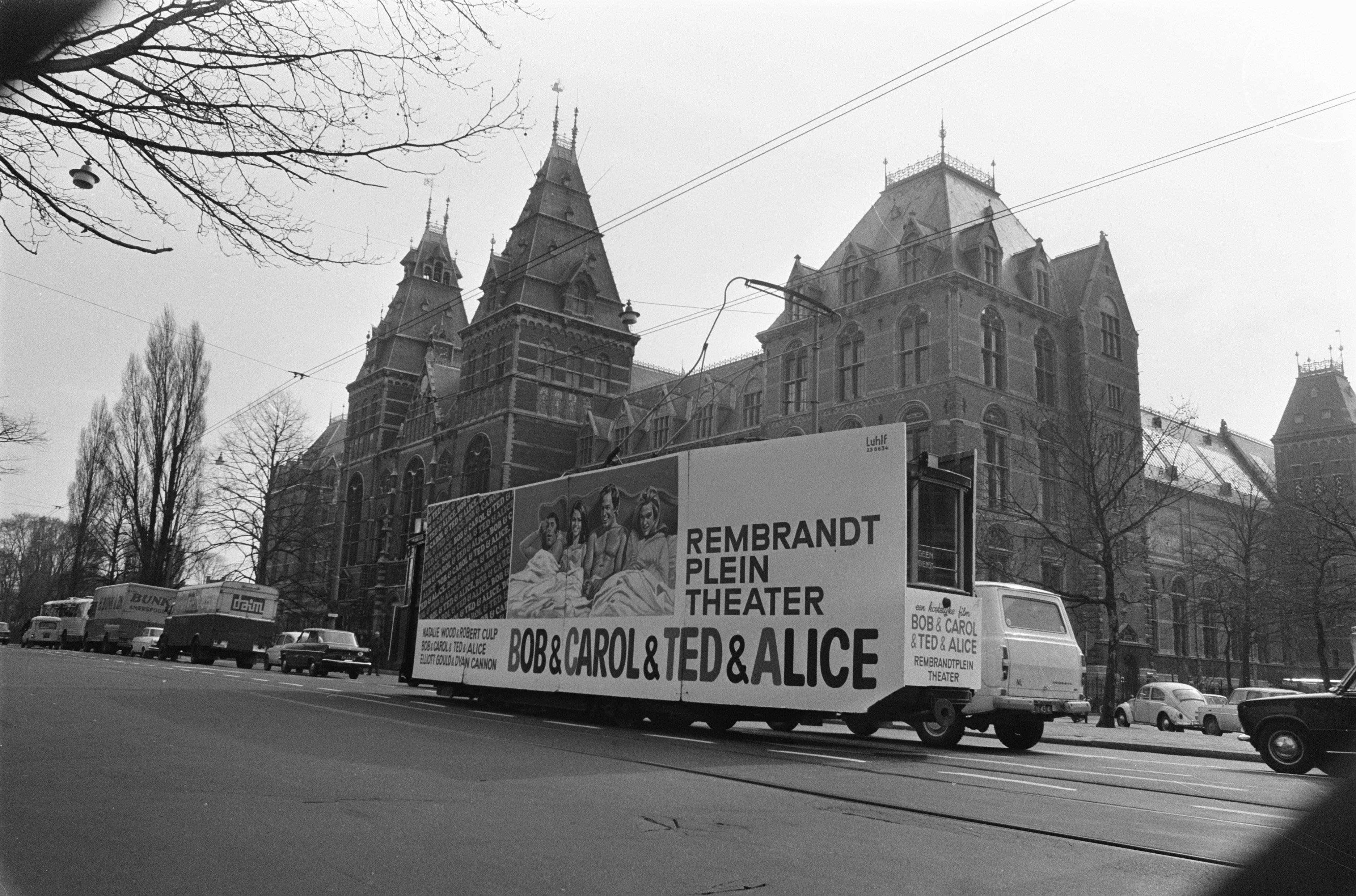
Publicité pour le film à Amsterdam en 1970.

- Titre : Bob et Carole et Ted et Alice
- Titre original : Bob & Carol & Ted & Alice
- Réalisation : Paul Mazursky
- Scénario : Paul Mazursky et Larry Tucker
- Musique : Quincy Jones
- Photographie : Charles Lang
- Montage : Stuart H. Pappé
- Décors : Frank Tuttle
- Costumes : Moss Mabry
- Production : M.J. Frankovich et Larry Tucker
- Pays de production :  États-Unis
- Format : couleur (Eastmancolor) — 35 mm — 1,85:1 — mono
- Genre : comédie dramatique
- Durée : 105 minutes
- Dates de sortie : 
  - États-Unis : 17 septembre 1969 (Festival du film de New York)
  - France : 16 janvier 1970
- Classification :
  - France : interdit aux moins de 16 ans
- Affiche : Jean Mascii (France)

## Distribution
- Natalie Wood : Carol Sanders
- Robert Culp : Bob Sanders
- Elliott Gould : Ted Henderson
- Dyan Cannon : Alice Henderson
- Horst Ebersberg : Horst
- Lee Bergere : Emilio
- Donald F. Muhich : Psychiatre
- K. T. Stevens : Phyllis
- Celeste Yarnall : Susan
- Connie Sawyer : Hôtesse
- John Halloran : Conrad

## Nominations
- 42e cérémonie des Oscars :
  - Oscar du meilleur scénario original pour Paul Mazursky et Larry Tucker
  - Oscar du meilleur acteur dans un second rôle pour Elliott Gould
  - Oscar de la meilleure actrice dans un second rôle pour Dyan Cannon
  - Oscar de la meilleure photographie pour Charles Lang

- 27e cérémonie des Golden Globes :
  - Golden Globe de la meilleure actrice dans un film musical ou une comédie pour Dyan Cannon
  - Golden Globe de la révélation féminine de l'année pour Dyan Cannon

- 24e cérémonie des British Academy Film Awards :
  - British Academy Film Award du meilleur scénario pour Paul Mazursky et Larry Tucker
  - British Academy Film Award du meilleur acteur pour Elliott Gould

## Autour du film
Une série avec Robert Urich, Anne Archer et Jodie Foster a été adaptée de ce film.